# Leandro Saint-Hill
Leandro Saint-Hill Montejo (* 1968 in Camagüey) ist ein kubanischer Jazzmusiker (Saxophon, auch Flöte, Klarinette, Komposition).

## Leben und Wirken
Saint-Hill erhielt, seit er sieben Jahre alt war, Geigenunterricht durch seinen Vater, den Dirigenten Marcelo Saint-Hill Sweeney. Mit elf Jahren wechselte er zum Saxophon und erhielt Unterricht durch Mario Lombida, J. Blanco und A. Thompson. Nach dem Abschluss an der Escuela Profesional de Musica in Camagüey arbeitete er als Dozent am Konservatorium in Las Tunas. Dann zog er nach Havanna, wo er mit der Bolerosängerin Beatriz Márquez, dem Salsastar Manolín, el médico de la Salsa oder dem Carlos Maza Jazz Quintet arbeitete. 
Mitte der 1990er Jahre zog Saint-Hill nach Hamburg, wo er bald als Sessionmusiker gefragt war, etwa bei Jan Degenhardt, Patrice, Jamaica Papa Curvin, Markus Baltensperger, Nena, Modern Talking oder Helene Fischer. Er  spielte weiterhin mit Gonzalo Rubalcaba, Roberto Santamaria, den Klazz Brothers sowie Trilok Gurtu und trat regelmäßig an der Seite von Omar Sosa in dessen Quarteto AfroCubano auf, mit dem auch mehrere Alben entstanden. 2023 begleitete er auch den deutsch-südafrikanischen Sänger Ike Moriz auf seiner norddeutschen Tournee.
Mit seiner eigenen Band Saint-Hill Colectivo und deren Album Son My Soul erreichte Saint-Hill 2011 eine Platzierung auf der Shortlist der Latin Grammies (in den Kategorien „bestaufgenommenes Album“, „bester neuer Artist“ und „Album des Jahres“).  Das Quartett, mit dem er sein Album  Cadencias (2020) vorlegte, besteht aus Matthäus Winnitzki (Piano), Omar Rodriguez Calvo (Bass) und Nené Vasquez (Perkussion). Er komponierte auch für das Roadmovie Kubanische Träume und den Dokumentationsfilm Das Mafia-Paradies – Kuba vor der Revolution 1959.